# Спаржа маловетвистая
Спа́ржа маловетви́стая (лат. Asparagus oligoclonos) — вид однодольных растений рода Спаржа (Asparagus) семейства Спаржевые (Asparagaceae). Впервые описан российским ботаником Карлом Ивановичем Максимовичем в 1859 году.

## Распространение, описание
Встречается в ряде провинций Китая, в Японии, на Корейском полуострове, в Монголии и России (на юго-западе Приморского края, в Амурской области, Еврейской автономной области - на Малом Хингане в долине Амура).
Гемикриптофит. Травянистое двудомное растение. Корневище чаще тонкое, 2—3 мм в толщину. Стебель прямостоячий, высотой 40—80 см. Цветки обоеполые. Цветёт с апреля по май, плодоносит с июля по сентябрь. Плод — ягода диаметром 0,8—1 см, красного цвета.

## Замечания по охране
Внесена в Красную книгу Еврейской автономной области (Россия).

## Синонимы
Синонимичные названия:
- Asparagus oligoclonos var. purpurascens X.J. Xue & H.Yao
- Asparagus tamaboki Yatabe